# Шотт-эш-Шерги
Шотт-эш-Шерги или Эш-Шерги (араб. شط الشرقي‎) — большое бессточное солёное озеро (себхи) на территории вилайетов Сайда, Эль-Баяд, Наама и Тиарет, в северо-западной части Алжира. Озеро расположено на Высоких плато, между горными цепями Телль-Атлас и Сахарский Атлас. Одно из крупных озёр Алжира.

## Экология
На территории площадью около 2000 км² во время дождей собирается вода, она образует ряд крупных неглубоких солёных озёр, которые по мере высыхания становятся солончаками. Длина озера с восток-северо-востока до запад-северо-запада — около 160 км, средняя высота озера — 1000 м.
Участок, охраняемый Рамсарской конвенцией, занимает площадь 8555 км². Этот участок — естественная среда обитания для уязвимых видов животных и растений.